# Sân vận động Trung tâm Siêu giáo dục bậc cao Quảng Châu
Sân vận động Trung tâm Siêu giáo dục bậc cao Quảng Châu (tiếng Trung: 广州大学城体育中心; bính âm: Guǎngzhōu dàxuéchéng tǐyù zhōngxīn) là một sân vận động nằm trong Trung tâm Siêu giáo dục bậc cao Quảng Châu, Quảng Châu, Quảng Đông, Trung Quốc. Sân được sử dụng chủ yếu cho các trận đấu bóng đá, nhưng cũng được sử dụng cho các môn thi đấu điền kinh, các trận đấu bóng bầu dục liên hiệp và bóng bầu dục bảy người.
Sân đã tổ chức các trận đấu môn bóng đá và môn bóng bầu dục tại Đại hội Thể thao châu Á 2010. Bắt đầu từ năm 2013, sân cũng đã tổ chức giải bóng bầu dục China Women's Sevens như một phần của IRB Women's Sevens World Series. Sân vận động có sức chứa 39.346 chỗ ngồi, khiến sân trở thành sân vận động lớn thứ ba ở Quảng Châu, sau Sân vận động Olympic Quảng Đông và Sân vận động Thiên Hà. Đội bóng bầu dục mười người Guangzhou Rams đôi khi sử dụng sân vận động này để tổ chức các trận đấu lớn của đội.